# Cis cucullatus
Cis cucullatus là một loài bọ cánh cứng trong họ Ciidae. Loài này được Wollaston miêu tả khoa học năm 1865.